# 08/15 (romanzi)
08/15 è una serie di romanzi dello scrittore Hans Hellmut Kirst scritti nell'immediato dopoguerra basandosi sulla sua personale esperienza. Egli infatti ha combattuto nella Wehrmacht come ufficiale.
- 08/15 La rivolta del caporale Asch
- 08/15 La strana guerra del sottufficiale Asch
- 08/15 La vittoria finale del tenente Asch
- 08/15 Oggi

I romanzi ebbero un discreto successo di pubblico anche perché erano pervasi di un notevole senso di antimilitarismo e di critica nella cieca obbedienza imposta per molti anni alla popolazione tedesca. Dai romanzi sono stati tratti alcuni film.

## Filmografia
- 08/15 film tedesco del 1954 di Paul May con Mario Adorf.[1]
- La strana guerra del sottoufficiale Asch film tedesco del 1955 di Paul May con Mario Adorf.[2]
- 08 15 kaputt film tedesco del 1955 di Paul May con Gustav Knuth.[3]